# Moll Flanders (film)
Moll Flanders è un film del 1996 diretto da Pen Densham, basato sui personaggi del romanzo Fortune e sfortune della famosa Moll Flanders scritto da Daniel Defoe nel 1722.
Il film è uscito in Italia il 15 novembre 1996 e ha ottenuto 4 candidature ai Satellite Awards 1996, tra cui miglior attrice a Robin Wright, miglior attrice non protagonista a Stockard Channing, miglior attore non protagonista a John Lynch e ai migliori costumi.

## Trama
Un maggiordomo, Hibble, si reca in Inghilterra per prelevare da un orfanotrofio una bambina di nome Flora e portarla negli Stati Uniti. Durante il viaggio l'uomo le legge le memorie di una donna, Moll Flanders, sotto richiesta di una "benefattrice": in realtà si tratta di Moll stessa, madre della piccola, in modo tale che la figlia possa conoscere la sua vita avventurosa di donna che ha saputo riscoprire il significato dei più profondi valori umani attraversando condizioni paradossalmente disumane.